# Браун, Джанет
Э. Джанет Браун (англ. Elizabeth Janet Browne; род. 30 марта 1950) — британский историк науки, биологии, дарвиновед. Доктор, именной профессор-эмерит (Aramont Professor) Гарварда, где трудится с 2006 года. Её интересы лежат в областях истории наук о жизни и Земле и естественной истории. Лауреат Мемориальной премии Джеймса Тейта Блэка (2003) и Heinemann Award (2002), а также Пфайзеровской премии (2004). Много лет работала в Центре истории медицины Wellcome Trust в Университетском колледже Лондона (до перехода в Гарвард). Являлась президентом Британского общества истории науки и (в 2016—2017) Общества истории науки (первой таковой женщиной). Член Американской академии искусств и наук (2008) и Британской академии (2010). Магнум опус — двухтомная биография Чарльза Дарвина (1-й том — Voyaging, 1995; 2-й том — Power of Place, 2002). Каковая есть, согласно Metode Science Studies Journal (2023) — лучшая, доступная сегодня.
Получила высшее образование зоолога — степень бакалавра в Тринити-колледже в Дублине. Получила степень магистра истории науки в Имперском колледже Лондона.
Для получения степени доктора философии по истории науки занималась там же. Получит также почетную степень от альма-матер Тринити-колледжа (2009). Являлась председателем Секции L в Американской ассоциации содействия развитию науки.
В настоящее время изучает историю влияния Дарвина на популярную культуру с момента его смерти и до наших дней. Первый том её биографии Дарвина (Knopf and Cape) вошёл в шорт-лист Silver Pen Award; Эрнст Майр (Ernst Mayr) назовет его шедевром и «окончательной» биографией Дарвина, а John Tyler Bonner охарактеризует как безупречную. Второй том удостоился National Book Critics Circle Award for Biography. Редактор The Quotable Darwin. Как высказывался Питер Р. Грант: «Никто не знает Дарвина так, как Джанет Браун».
Экс-редактор British Journal for the History of Science.
Работы
- The Secular Ark: Studies in the History of Biogeography (1983)
- Charles Darwin:The Power of Place.Volume II of a Biography. New York: Alfred A. Knopf, 2002. 591 pp. ISBN 0-679-42932-8.
- Janet Browne (ed.), The Quotable Darwin. Princeton, NJ and Oxford: Princeton University Press, 2018. ISBN 978-0-691-16935-4. {Рец., }